# Пиявское (озеро)
Пия́вское — озеро в Теньгушевском районе Мордовии. Расположено в 1,5 километрах к западу от деревни Ивановка, в долине речки Юзга, среди сосновых лесов.
Озеро имеет карстовое происхождение, это крупнейшее карстовое озеро на территории Мордовии, площадь его составляет около 9 гектаров. Берега торфяно-болотистые, со всех сторон покрыты сосновыми лесами, кроме северной стороны, где к озеру примыкает лиственный лес. Вода в озере чистая, коричневого цвета от торфа.
Исследованиями биологов в озере и на прилегающей к нему территории отмечен 51 вид сосудистых растений, 4 вида мхов и несколько видов лишайников, а также большое видовое разнообразие насекомых и птиц.
В 1983 году постановлением Совета Министров Мордовской АССР Пиявское озеро объявлено водным памятником природы регионального значения.